# スナック菓子

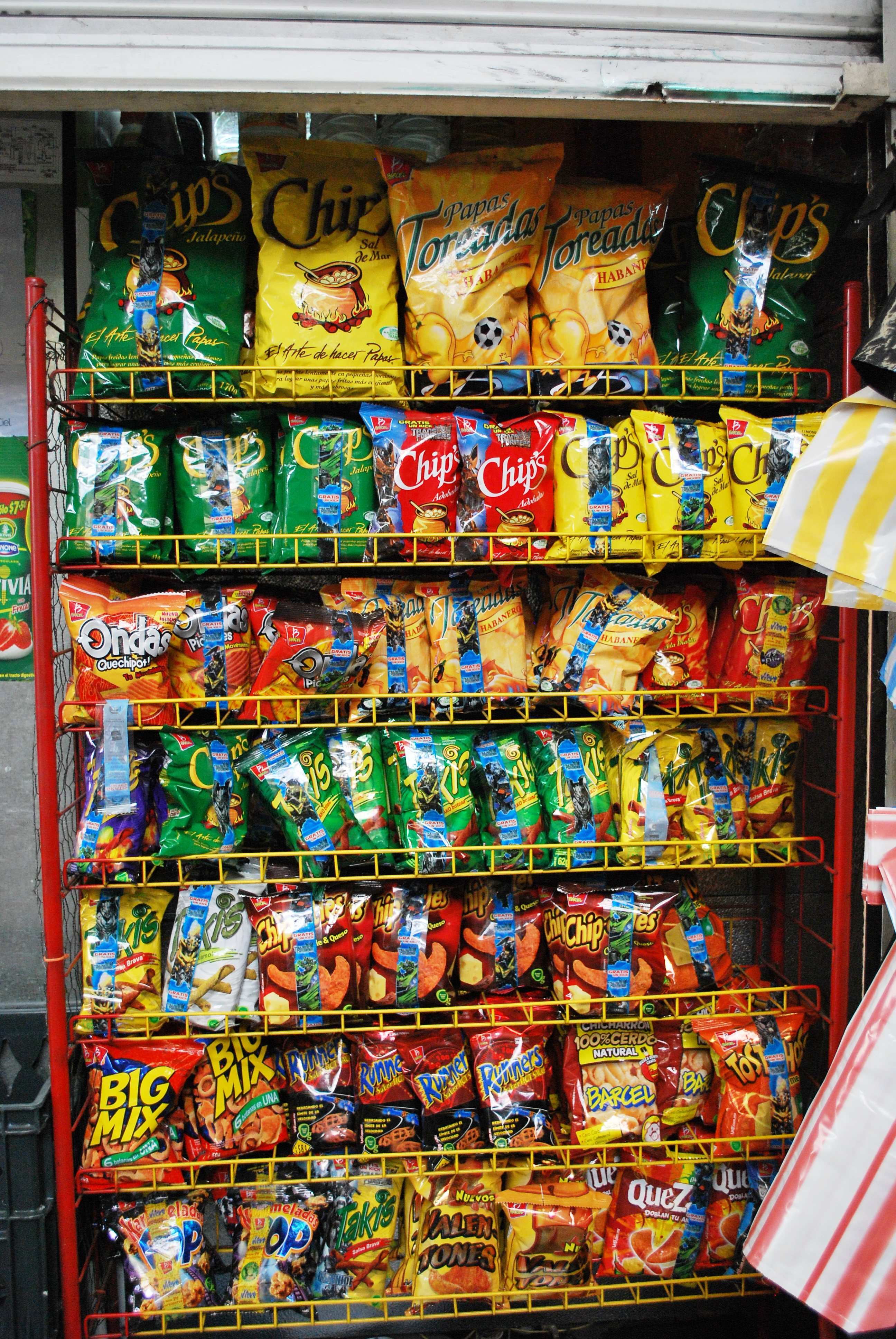
コンビニ店の棚に並ぶスナック菓子（メキシコ）

スナック菓子（スナックがし）とは、軽食代わりに食べられる菓子類の総称で、その中で芋、豆類、トウモロコシなどの炭水化物を食用油で揚げたものを指すのが主流である（後述）。

## 定義
スナック（英：snack）とはおやつ、おつまみ、軽食という意味があるが、2008年時点ではJAS法によるスナック菓子の定義は存在しないため、製菓業界が漠然と区分している。製菓、流通小売業界などでは原料にトウモロコシ、米粉、いも類、豆類などの炭水化物を用い、それを食用油で揚げている菓子類をこのように呼んでいる。
一方、小麦を原料とするビスケット類はビスケット菓子（JASの名称区分でビスケットと呼ぶ）と呼ばれ、区分される。また、一部の煎餅、あられなどの米菓は炭水化物を原料として、油で揚げる共通点があるものの、米菓として区分される。米菓という区分もJAS法に基づいて定義づけられている。
また、業界でチョコスナックと呼ばれるものは、ビスケット生地にチョコレートをコーティングしたものであり、スナック菓子には含まれず、チョコレート菓子に属する。

## 目的
一般的に菓子といえば、甘味など味覚を刺激して口を楽ませるための嗜好品であり、食後や間食に用いるものである。特にスナック菓子は三食の間、とりわけ昼食と夕食の間における空腹時を補う目的で食されるものであるため、ボリューム感を出すために、炭水化物を原料に用いて油で揚げ、カロリー摂取量を多くしている。
見た目が楽しめるよう、色や形状にこだわったものも多い。
商品によるが未開封での賞味期限は一般的に4か月（3か月~半年）ほどであり、他のせんべいなどのお菓子と同様、買い置きする食料としても比較的向いている。

## 製法

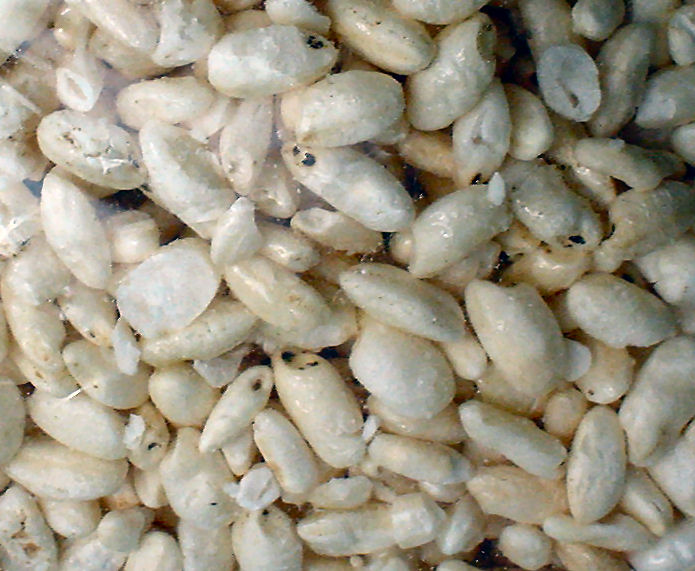
ポン菓子（コメ）

スナック菓子に含まれる菓子の形状は以下の種類がある。
チップ
複合語でチップスと呼ぶ。chipとは“小片”のことで、薄く揚げたスナック類を指す。馬鈴薯を原料としたポテトチップが一般的だが、甘藷やトウモロコシ、その他の根菜類や葉菜類を原料にした野菜チップスもある。原料をそのまま薄くスライスして揚げたものと、マッシュした原料を成形して揚げた成形チップがある。薄切りタイプではカルビーや湖池屋のポテトチップス、成形タイプではヤマザキビスケット(YBC)の「チップスター」、プロクター・アンド・ギャンブル(P&G)の「プリングルズ」、ブルボンの「ポテルカ」などがある。
また、「ドリトス」（フリトレー）や「ポリンキー」（湖池屋）、「とんがりコーン」（ハウス食品）のように、円形ではないものも存在する。
フライ
比較的厚みのあるスナック類で、予め原料をその形に切ってから揚げたものと、マッシュしたものを成形して揚げたものなどがある。菓道社のビッグカツなど。
パフ
パフ（ポン菓子、Puffed grain、Corn Pops、Cheese puffs、Sugar Puffs）、puffとは「膨れる」という意味で、焼成する際に空気を入れたもの。独特の食感がある。やおきん社のうまい棒や株式会社明治のカールなど、トウモロコシを原料にしたコーンパフが一般的であるが、小麦を原料にしたいずみ製菓のムギムギなどの例もある。この3種類では特に形にこだわったものが多く、「たこやき亭」（ジャパンフリトレー）のように他の食品を模したものもある。
大体の製法は原料をそのまま切って揚げるか、原料をすりつぶすなどして成形して揚げるかのいずれかである。また、スナック菓子にはより食欲をそそらせるためにフレーバーが好んで付けられる。コンソメ、塩、ソース、醤油などの調味料や唐辛子、山葵などの香辛料、梅干し、紫蘇などの酸味の強い野菜類が多い。また、肉類、魚介類のエキスや粉を原料に混ぜて、フレーバーを付けたものもある。

## 健康上の問題
スナック菓子は、それ自体が高塩分、高脂肪、高カロリーである一方、他の栄養価が少なく、ジャンクフードに類される傾向がある。そこで、業界では食用油で揚げないノンフライ製法を試みたり、食用油をカロリーの比較的少ないこめ油に変えたり、減塩したりして多様なニーズや世間の風潮に応えている。しかし、消費者が食生活を工夫し「摂り過ぎない」ようにするのが一番望ましい。また、スナック菓子は油で揚げるなど口当たりが良いように調味されているため、食べ過ぎてしまうことが問題になる。このため、このスナック菓子の摂取だけで満腹感を得てしまうことで、他の食品を摂取する機会が失われるために栄養が偏るという問題が発生する。（→肥満・メタボリックシンドローム）。
また、子供のいる家庭では「子供が食事前にスナック菓子を食べてしまい、食事を残す」という問題が発生することもある。この場合は栄養の偏りを起こさないよう、与える量をコントロールする必要がある。